# Плантація

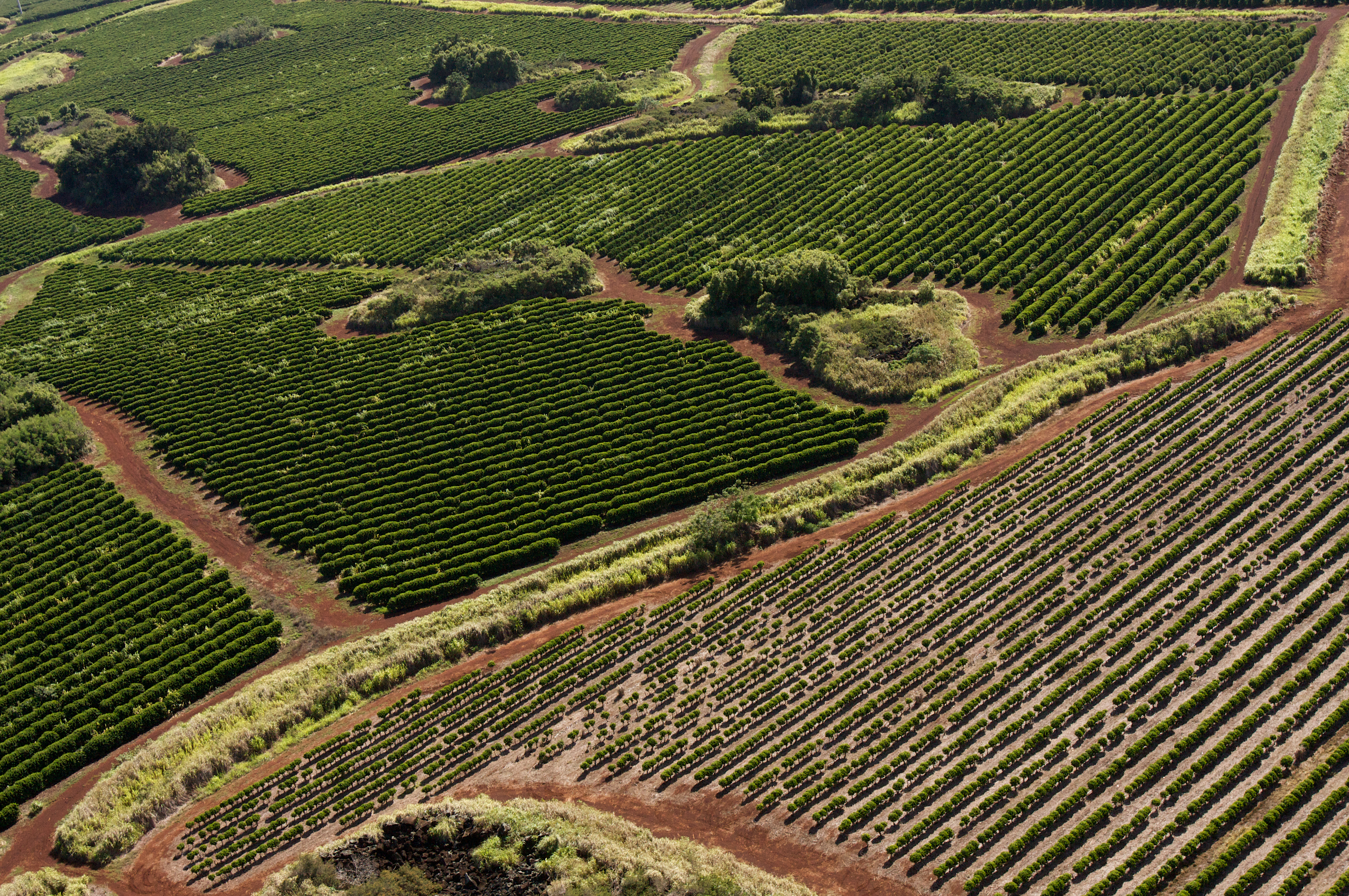
Плантації кави. Гаваї, США

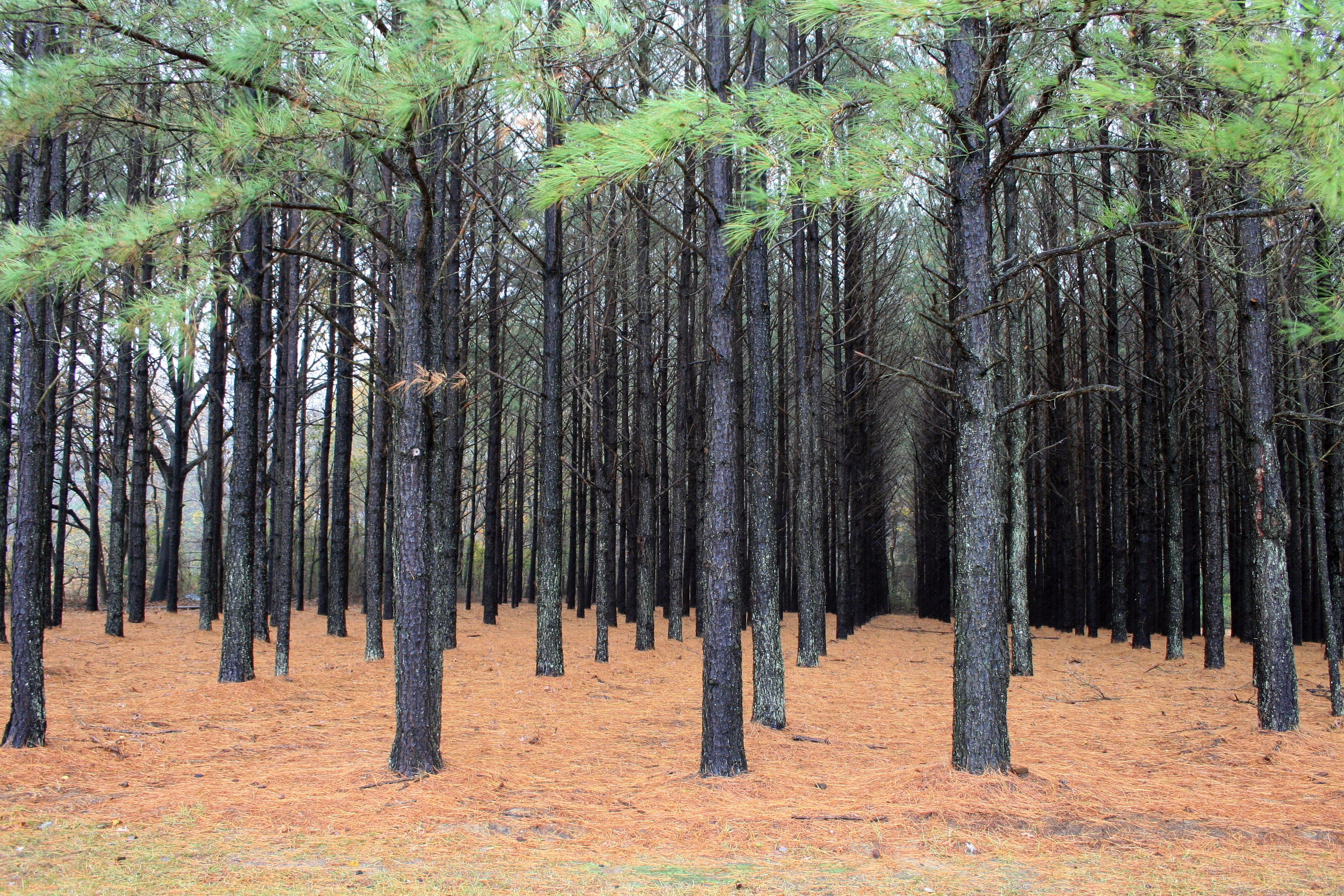
Соснова плантація

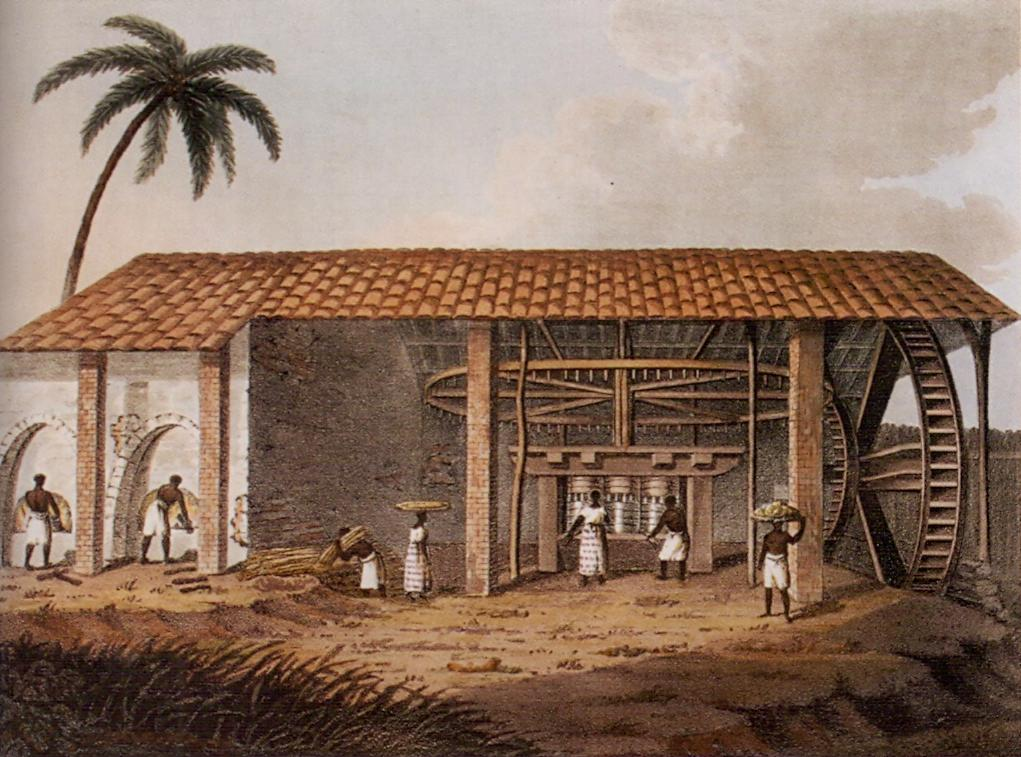
Плантація цукрової тростини, Бразилія, 1816

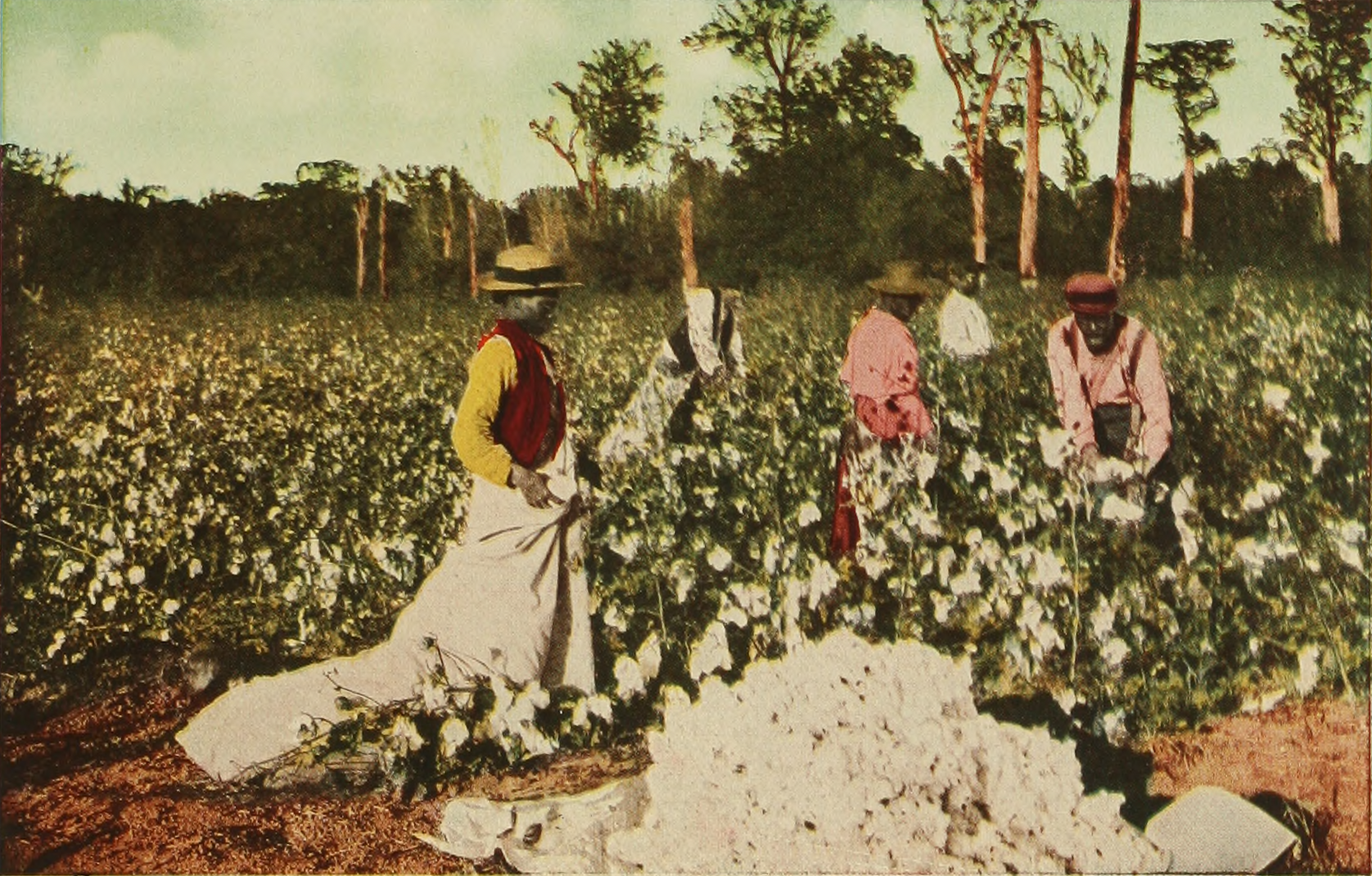
Плантація бавовни, Хьюстон, Техас, США, 1913.

Плантація (від лат. plantare — «саджати») — «велике фермерське господарство, в якому вирощують спеціальні технічні або продовольчі культури (спочатку в Америці та колоніальних країнах); земельні ділянки, належні такому господарству; велика земельна ділянка, відведена під спеціальні технічні або продовольчі культури, що вимагають особливого догляду».
Це велика ферма або господарство, особливо в тропічних та напівтропічних країнах, таких як Бразилія або Нікарагуа, на якій вирощується чай, тютюн, кава, цукрова тростина або подібні культури, що потребують великої кількості працівників, зазвичай найманих місцевих мешканців. Часто також плантацією називається будь-яка територія, на якій у великому масштабі вирощуються культури, окрім зернових та трав для пасовищ, найчастіше дерев або кущів. Крім того, термін зазвичай вживається для господарств, направлених на широкомасштабне комерційне виробництво вказаних культур, на відміну від внутрішнього споживання.
Історично господарство часто називалося плантацією у зв'язку з певним типом економіки. Перш за все господарство мало мати одного великого землевласника та велике число працівників, що виконують роботи на ньому. Часто також йшлося про використання інтродукованих для даного району культур. Також історично плантації часто асоціювалися з використанням рабської праці, праці за борги або інших економічних моделей високого ступеня нерівності. Проте, вирощування зернових та тваринництво майже завжди виключалися з визначень. Подібними господарствами також були латифундії, що виробляли на експорт великі кількості оливкової олії або вина.